# Jayden Houtriet
Jayden Houtriet (Arnhem, 27 maart 2002) is een Nederlands voetballer die als middenvelder voor TEC speelt.

## Carrière
Jayden Houtriet speelde in de jeugd van ESA Rijkerswoerd, Vitesse en Willem II. Hij debuteerde in het betaalde voetbal voor Willem II op 18 augustus 2023, in de met 2-0 gewonnen thuiswedstrijd tegen FC Dordrecht. Hij kwam in de 90+1e minuut in het veld voor Ringo Meerveld. Hij mocht ook invallen in de met 0-2 gewonnen uitwedstrijd tegen Jong AZ op 29 september. Hierna werd hij door trainer Peter Maes teruggezet naar het onder-21-elftal, maar tekende wel zijn eerste contract bij Willem II, tot medio 2024. Hij zou verder niet meer in actie komen voor de Tilburgers, die kampioen van de Eerste divisie werden. Nadat zijn contract in de zomer van 2024 afliep, sloot hij in oktober van dat jaar bij SV TEC aan.

### Statistieken
| Seizoen                     | Club           | Land           | Competitie      | Competitie | Competitie | Beker | Beker | Totaal | Totaal |
| Seizoen                     | Club           | Land           | Competitie      | Wed.       | Dlp.       | Wed.  | Dlp.  | Wed.   | Dlp.   |
| --------------------------- | -------------- | -------------- | --------------- | ---------- | ---------- | ----- | ----- | ------ | ------ |
| 2023/24                     | Willem II      | Nederland      | Eerste divisie  | 2          | 0          | 0     | 0     | 2      | 0      |
| 2024/25                     | SV TEC         | Nederland      | Derde divisie A | 5          | 0          | 0     | 0     | 5      | 0      |
| Carrièretotaal              | Carrièretotaal | Carrièretotaal | Carrièretotaal  | 7          | 0          | 0     | 0     | 7      | 0      |
| Bijgewerkt op 19 april 2025 |                |                |                 |            |            |       |       |        |        |